# Manuel Lazos
Manuel Lazos är en ort i Mexiko.   Den ligger i kommunen Tuxtla Chico och delstaten Chiapas, i den sydöstra delen av landet, 900 km sydost om huvudstaden Mexico City. Manuel Lazos ligger 399 meter över havet och antalet invånare är 1 826.
Terrängen runt Manuel Lazos är kuperad åt nordväst, men åt sydost är den platt. Runt Manuel Lazos är det tätbefolkat, med 397 invånare per kvadratkilometer. Närmaste större samhälle är Tapachula, 10,6 km sydväst om Manuel Lazos. I omgivningarna runt Manuel Lazos växer huvudsakligen savannskog.